# 薩格勒布總督府

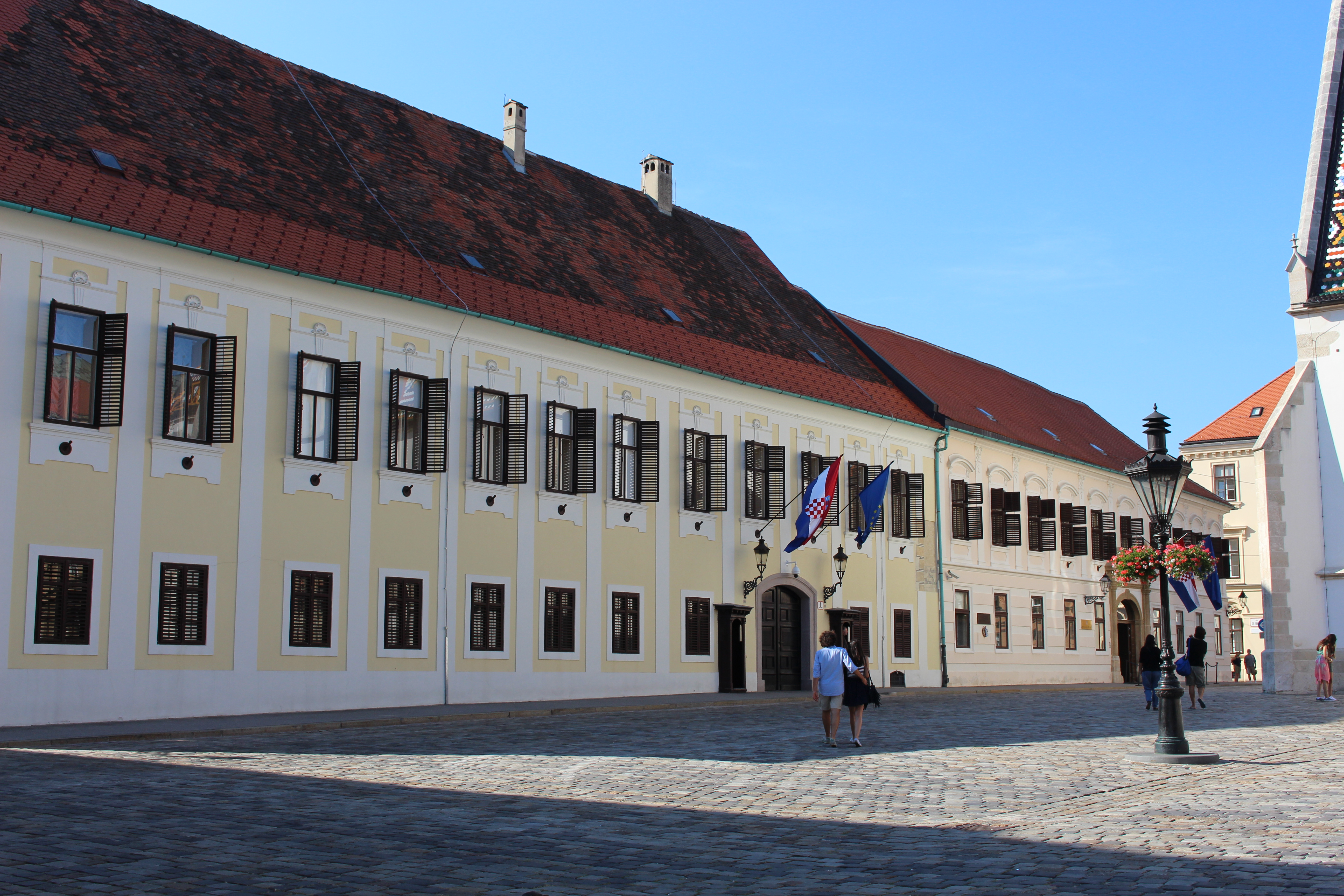

總督府（Banski dvori）是克羅埃西亞首都薩格勒布的一座建築，位於聖馬可廣場的西側。這裡曾是克羅埃西亞總督的官邸，現在由克羅埃西亞政府使用。薩格勒布總督府是一座兩層高的巴洛克式建築，修建於19世紀中期。1991年10月7日遭南斯拉夫空軍炸毀，1995年開始重建。